# Єва Крейн
Етель Єва Віддоусон, у шлюбі Крейн (12 червня 1912 — 6 вересня 2007) — британська дослідниця і авторка статей про бджіл і бджільництво, математикиня, фізикиня.
Стажувалася як квантова математикиня, вона змінила поле діяльності і переключилася на бджіл, десятиліттями досліджуючи їх, подорожуючи понад 60 країнами, часто в примітивних умовах. Нью-Йорк Таймс повідомила, що «докторка Крейн написала деякі з найбільш важливих книг про бджіл і бджільництво», а «її старша сестра, Елсі Віддоусон, яка ніяк не йшла на заслужений спочинок, показала таку ж енергійність у дослідженні тюленів на крижинах, щоб вивчити їх звички в їжі, допомогла зробити революцію в області їх харчування».

## Життєпис
Народилася в Лондоні, Здобула вчений ступінь доктора філософії з ядерної фізики 1941 року. Єва Віддоусон стала професоркою фізики в Університеті Шеффілда. Одружилася з Джеймсом Крейносом, біржовим службовцем та волонтерним резервістом Королівського військово-морського флоту, в 1942 році. Її чоловік помер у 1978 році.
Зацікавилася бджолами, коли їм на весілля подарували вулик; дарувальник сподівався, що це допоможе молодій сім'ї мати мед замість дефіцитного цукру у військові часи.
Єва Крейн опублікувала понад 180 листів, статей та книг, багато з них у 1970-х і 80-х. В книзі «Мед: комплексне дослідження» (1975; англ: «Honey: A Comprehensive Survey») вона написала кілька важливих розділів, і редагувала інші. Ця книга вийшла тому, що Крейн вмовила видавця (Гайнеман-прес), що книга на цю тему була вкрай необхідна. Хоча книга вже давно не публікується, але досі залишається найбільш визначним оглядом теми з написаного. «Книга меду» (1980; англ: «A Book of Honey») та «Археологія бджільництва» (1983) (англ: «The Archaeology of Beekeeping») відображала її стійку зацікавленість в харчуванні і давньому минулому бджільництва.
Її писемну кар'єру завершили два могутні, енциклопедичні томи: «Бджоли і бджільництво: наука, практика і світові ресурси» (1990; англ: «Bees and Beekeeping: science, practice and world resources»; 614 сторінок) і «Всесвітня історія бджільництва та добування меду» (1999; англ: «The World History of Beekeeping and Honey Hunting»; 682 сторінок). Це концентрація знання і досвід всього життя авторки, і вважаються основними підручниками для бджолярів усього світу.
Померла у віці 95 років в місті Слау, Велика Британія.